# Oskar Bangemann
Oskar Bangemann (* 3. Februar 1882 in Braunschweig; † nach 1942) war ein deutscher Holzstecher und Hochschullehrer.

## Leben
Bangemann war der Sohn eines Böttchers mit Neigungen zur Holzbildhauerei. Er erhielt in Braunschweig von 1896 bis 1901 eine Ausbildung bei dem Holzstecher Probst und arbeitete anschließend bis 1911 als Geselle an verschiedenen Orten in Deutschland sowie in Zürich und Wien. Es folgte ab 1912 eine Tätigkeit als Zeichner und Retuscheur in der Reichsdruckerei in Berlin. Bangemann kehrte 1916 schwer verwundet aus dem Ersten Weltkrieg zurück. Er erhielt durch Empfehlung des Malers Max Slevogt, für den er zuvor bereits Holzstiche von Zeichnungen und Illustrationen erstellt hatte, die Leitung der Holzschnittklasse des Kunstgewerbemuseums Berlin übertragen. Bangemann war von 1924 bis 1942 Hochschullehrer an der Hochschule für Bildende Künste in Berlin. Zu seinen Schülern zählen Karl-Heinz Krause, Wilhelm M. Busch und Gerhart Kraaz. 
In der Zeit des Nationalsozialismus war Bangemann obligatorisch Mitglied der Reichskammer der bildenden Künste. Es ist 1935 seine Teilnahme an der Deutschen Graphikschau in Leipzig und 1940 an der Verkaufsausstellung Deutsche Graphik in Hamburg belegt. 1937 wurden in der deutschlandweiten konzertierten Aktion „Entartete Kunst“ aus der Bremer Kunsthalle seine Holzschnitte „Volker, geigend“, „Bildnis Gerhart Hauptmann“ und „Bildnis Lovis Corinth“ beschlagnahmt und zerstört.
Bangemann ist noch im Berliner Adressbuch 1943 nachweisbar, über seinen weiteren Verbleib ist nichts bekannt.
Bangemanns Werk umfasst Schnitte nach Slevogt (Kinderlieder, Märchen), nach Max Liebermann (Selbstbildnis und Illustrationen zu Goethes Novelle), nach Adolph von Menzel (Friedrich der Große), nach Lovis Corinth (Selbstbildnis), nach Eugène Delacroix (Die Löwenjagd) und nach Constantin Guys (Einzug eines römischen Senators). Zu seinen nach eigenen Vorlagen gefertigten Schnitten zählen zwei Bildnisse Paul von Hindenburgs.

## Bildnerische Darstellung Bangemanns
- Fritz Eschen: Porträtserie Oskar Bangemann (Fotografien) u. a.[3]